# Sparekasse
En sparekasse er et pengeinstitut, der er organiseret som en selvejende institution. Betegnelsen benyttes tillige om tidligere sparekasser, der er blevet omdannet til aktieselskaber, såkaldte sparekasseaktieselskaber.

## Sparekasser i Danmark
Danmarks første sparekasse var Holsteinborg Sparekasse ved Skælskør, der blev oprettet i 1810 efter inspiration fra Tyskland. Formålet med de første sparekasser var at give småsparerne mulighed for en sikker opsparing. De blev ikke drevet med profit for øje, men var med forbillede i andelsbevægelsen opbygget i almennyttigt øjemed og med en demokratisk struktur.
Indskyderne, de såkaldte garanter, fik forrentet deres kapital til en på forhånd fastsat rente, også selvom sparekassen viste sig at få et stort overskud. Denne struktur sikrede en forsigtig drift af virksomheden, idet garanterne derved ikke havde incitament til at lade den indgå i risikable forretninger. Uden denne struktur havde opsparerne formentlig været mere forbeholdne over for at betro deres opsparing til sparekassen, hvilket forklarer, hvorfor garanterne indlod sig på at indskyde kapitalen på disse vilkår. I dag sikres den forsigtige drift bl.a. af Lov om finansiel virksomheds krav til pengeinstitutters solvens.
Sparekasserne var underlagt en række begrænsninger mht. udlån, og måtte ikke føre reel bankvirksomhed. Dette blev først væsentligt ændret ved bankreformen i 1974, hvor sparekasserne stort set blev sidestillet med bankerne. Dette har ført til en del fusioner både mellem virksomhederne (eksempelvis opstod Unibank ved at Sparekassen SDS fusionerede med Andelsbanken og Privatbanken) og mellem Den Danske Bankforening og Danmarks Sparekasseforening (i dag samlet i Finansrådet).
I Danmark benævnes sparekasser og banker som pengeinstitutter, og der er i dag ingen lovgivningsmæssig forskel mellem banker og sparekasser.